# Manfred Zimmermann (Manager)
Manfred Zimmermann (* 31. Dezember 1956 in Köln) ist ein deutscher Manager.

## Biografie
Zimmermann besuchte das Rethel Gymnasium in Düsseldorf und später die Dr. Rüssler Privatschule. Als Junior spielte er von 1968 bis 1975 bei der DEG Eishockey. Von 1978 bis 1986 war er als  Rennfahrer erfolgreich im Renault 5 Cup, Renault Europa Cup und der Formel 3 aktiv. Seine berufliche Laufbahn startete er in den 1990er Jahren in London und Hamburg bei der Sportmanagement Agentur IMG Mark McCormack  wo er u.a. für die Umsetzung und Vermarktung von Tennis-Veranstaltungen wie den German Open am Hamburger Rothenbaum und der ATP-Weltmeisterschaft in Frankfurt sowie für den Bereich Motorsport verantwortlich war. 1995 wechselte er als Marketing- und Sponsoringleiter zu T-Mobile, wo er u. a. die Partnerschaft mit dem Deutschen Fußball-Bund und der deutschen Fußballnationalmannschaft einfädelte und umsetzte. Von 1996 bis 1999 war Zimmermann Präsident des Deutschen-Sponsoring-Verbands. 1998 gründete er die Agentur Zimmermann, die u. a. für Klienten wie Til Schweiger, Hannelore Elsner, Anja Kling, Gerit Kling,  Natalia Wörner, Alexander Zickler, Peter Lohmeyer gearbeitet hat. Mit dem Formel-1-Rennfahrer Adrian Sutil schaffte es Zimmermann 2007 einen weiteren deutschen Fahrer in die höchste Klasse des Motorsports zu führen. Der Schweizerin Rahel Frey gelang es mit Hilfe von Zimmermann, für Audi 2011/12 als eine von wenigen Frauen in der DTM anzutreten. Er wohnt derzeit (2025) in Düsseldorf. 